# Жълъд
Жълъд се нарича плодът на дъбовото дърво и близките видове (род Quercus и Lithocarpus, семейство Fagaceae). В различни диалектни области на България наричат жълъдите с различаващо се име, но с близък звуков състав, като желад, желъд, желод, желът или с чуждици от съседни езици – паламут (турски), кинда или гинда (от румънски), жир или джир /.мн.ч. жирки; джирки/ (от сръбски). Книжовната форма се приема, че е дублетна с равностойните форми жълъд или желъд.. Това не изключва възможността в говорите и диалектите да се използват и всички традиционни обозначения на растението, познати в съответната общност по този начин.
Обикновено жълъдите съдържат 1 семе, обвито в не много твърда черупка и покрито с шапчица. Неговата обиколка варира от 1,5 см до 3,5 см. Когато към края на лятото започне да се образува жълъдче, първо набъбва сърцевината му, а после се образува и обвивката му. След като падне на земята, жълъдът често бива заравян там или преместван на по-подходящо място от горските животни (включително и от такива, част от чиято основна храна са жълъдите, като сойки, катерици, мишки, елени, глигани) и пуска коренче. Младата фиданка отначало расте бавно, но по-късно растежът й се засилва, а междувременно така образуваното растение става непривлекателно за ядене.